# Houma (Louisiane)
Pour les articles homonymes, voir Houma.

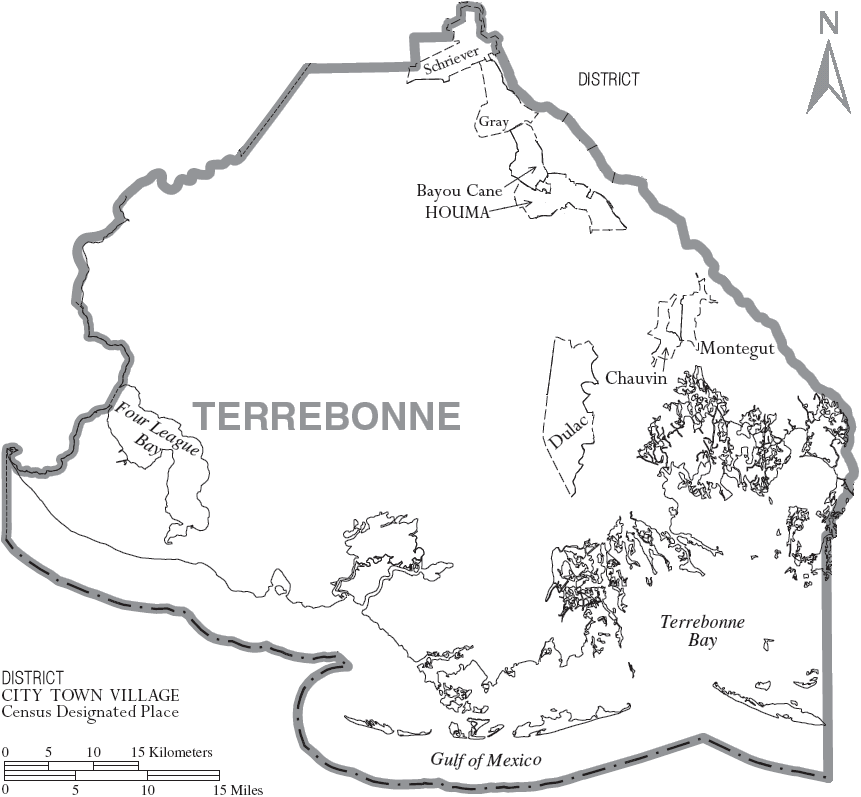
Localisation de Houma dans la paroisse de Terrebonne.

Houma est une ville située dans l'État américain de la Louisiane, dans le delta du Mississippi à environ 90 km au sud-ouest de La Nouvelle-Orléans. Elle est le siège de la Paroisse de Terrebonne. Sa population était de 32 393 habitants en 2000.

## Géographie
La ville de Houma est traversée par le bayou Terrebonne qui se divise en plusieurs bras. Le bras principal, continue de porter le nom de bayou Terrebonne et poursuit son cours jusqu'au golfe du Mexique et la baie de Terrebonne. Deux autres bras secondaires s'éloignent du lit principal. Le premier dès le centre-ville de Houma sous le nom de bayou Grand Caillou et le second à la sortie immédiate orientale de la ville de Houma, dans le quartier de "Presquile" sous le nom de bayou Petit Caillou en direction de la localité voisine de Bourg.
Le canal Gulf Intracoastal Waterway traverse la ville de Houma et croise en son centre-ville le bayou Terrebonne.

## Histoire
La ville de Houma a été fondée en 1834.
Son nom vient de la tribu amérindienne des Houmas, non officiellement reconnue par le Bureau des affaires indiennes.

## Traditions
Houma et les communautés voisines sont profondément imprégnées de traditions et de culture cadienne. La région est connue pour la pêche, les bayous, sa cuisine cadienne, sa musique et son hospitalité. Houma est connue également, à un degré moindre que La Nouvelle-Orléans, pour ses festivités du Mardi Gras. Bien que Houma change et se développe rapidement, le mode de vie de nombre d'habitants reste traditionnel : pêche à la crevette, au crabe, ostréiculture, ou trappage.
Houma est le siège du diocèse catholique de Houma-Thibodaux.

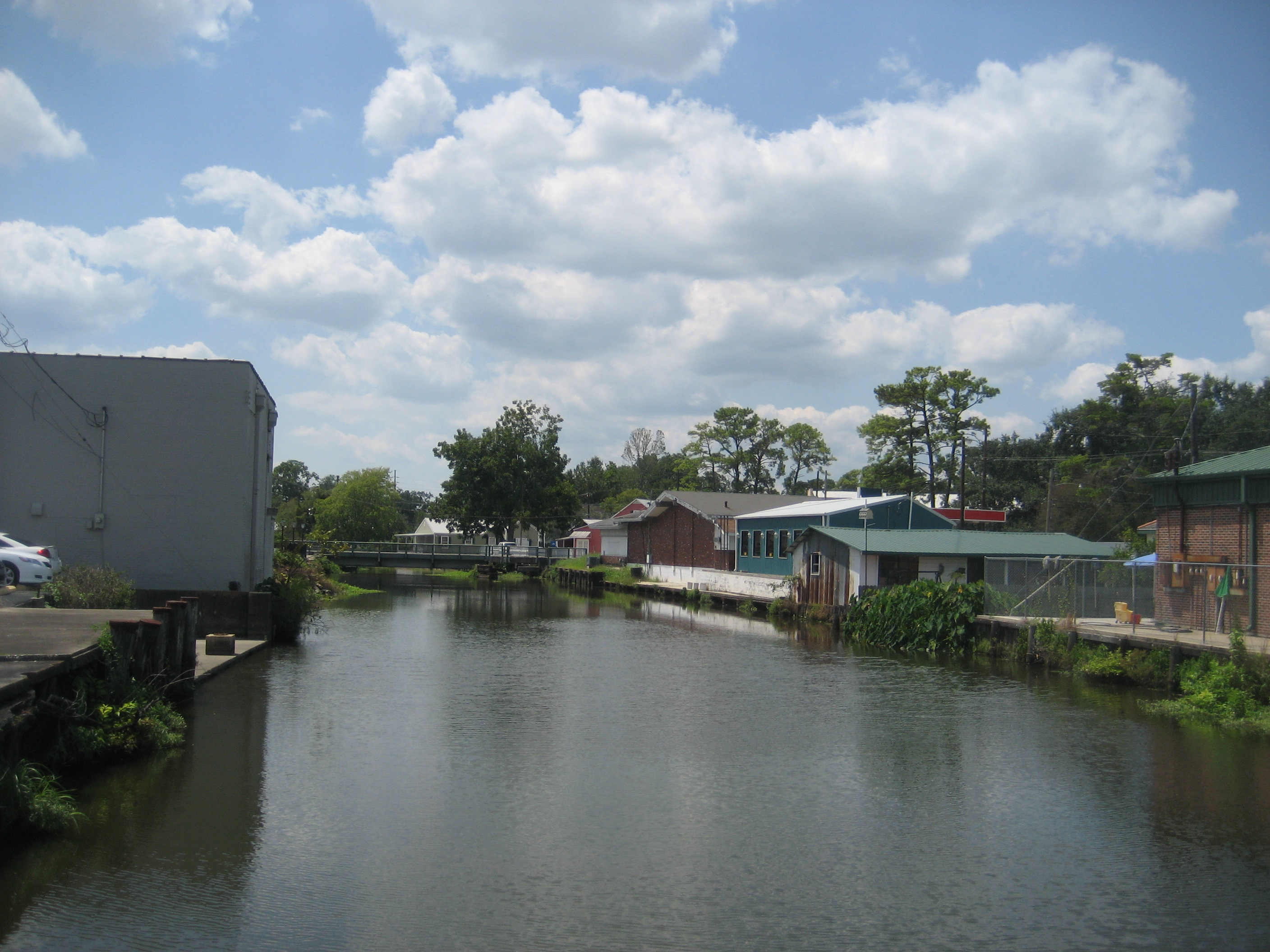
Vue du bayou Terrebonne traversant la ville de Houma depuis le pont de la rue Gabasse.
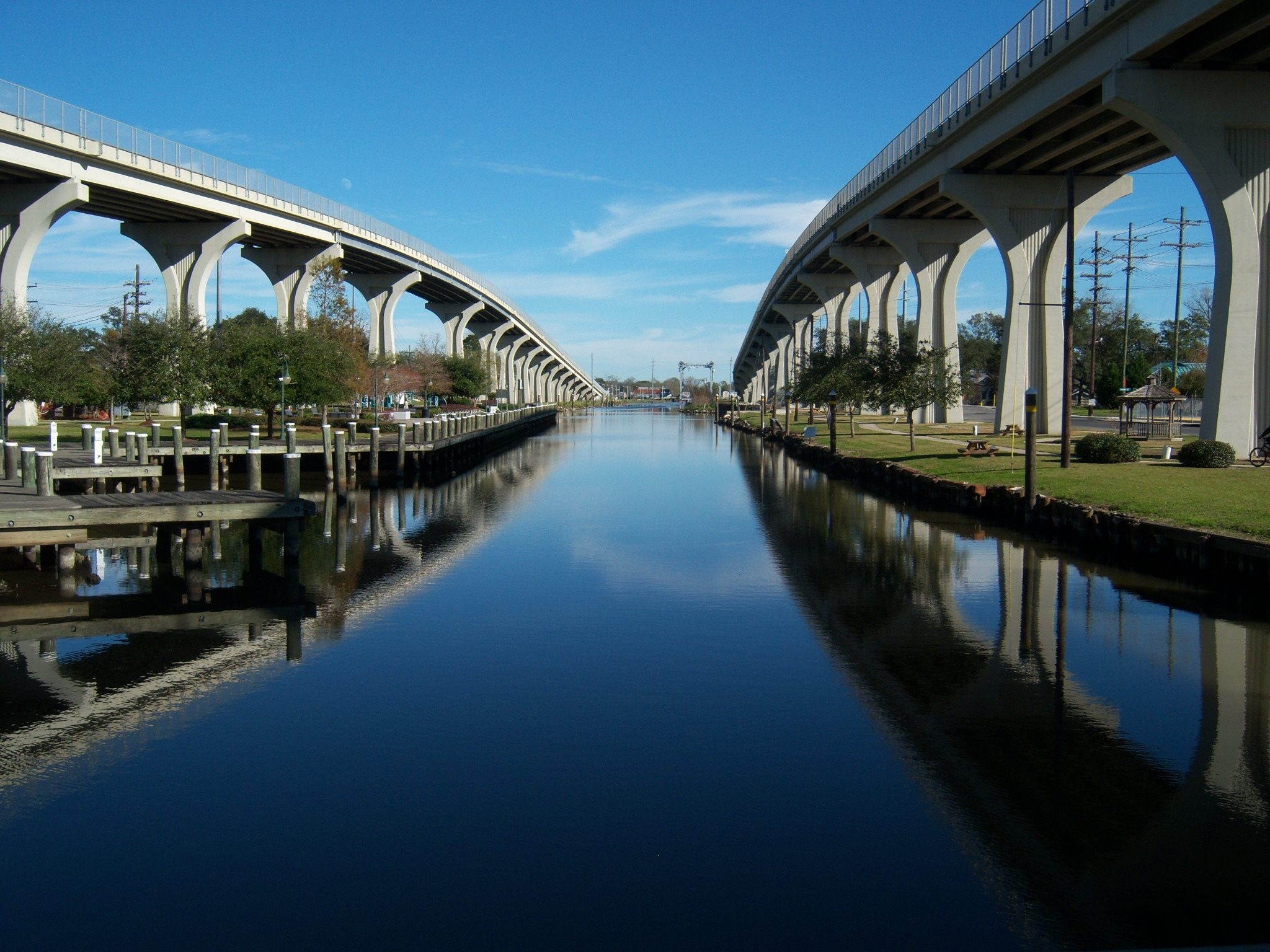
Le bayou Terrebonne canalisé entre deux voies rapides dans le centre-ville de Houma.

## Personnalité célèbres liées
- Octavia Rogers Albert
- Johnny Hartman
- Quvenzhané Wallis

## Jumelages
- Cambrai (France)
- Canada, Bathurst, Nouveau-Brunswick